# Sommer-Paralympics 2000/Rollstuhlfechten
Bei den Sommer-Paralympics 2000  in Sydney wurden in insgesamt 15 Wettbewerben im Rollstuhlfechten Medaillen vergeben. Die Entscheidungen fielen zwischen dem 23. und dem 31. Oktober 2000 im The Dome and Exhibition Complex.

## Klassen
Bei den paralympischen Fechtwettbewerben wird in zwei Klassen unterschieden:
- A: Für Fechter mit völlig intakter Rücken- und Bauchmuskulatur, die meist auch stehen können.
- B: Für Fechter ohne vollkommen intakte Rücken- und Bauchmuskulatur.

## Ergebnisse

### Männer

#### Florett (A)
| Platz | Land | Sportler           |
| ----- | ---- | ------------------ |
| 1     | HKG  | Fung Ying Ki       |
| 2     | ITA  | Alberto Pellegrini |
| 3     | FRA  | Robert Citerne     |

#### Florett (B)
| Platz | Land | Sportler         |
| ----- | ---- | ---------------- |
| 1     | HKG  | Hui Charn Hung   |
| 2     | HKG  | Chung Tinh Ching |
| 3     | POL  | Pál Szekeres     |

#### Degen (A)
| Platz | Land | Sportler           |
| ----- | ---- | ------------------ |
| 1     | POL  | Dariusz Pender     |
| 2     | DEU  | Udo Schwarz        |
| 3     | ITA  | Alberto Pellegrini |

#### Degen (B)
| Platz | Land | Sportler         |
| ----- | ---- | ---------------- |
| 1     | FRA  | Jean Rosier      |
| 2     | HKG  | Chung Ting Chung |
| 3     | ESP  | Daniel Lamata    |

#### Säbel (A)
| Platz | Land | Sportler       |
| ----- | ---- | -------------- |
| 1     | HKG  | Fung Ying Ki   |
| 2     | FRA  | Cyril Moré     |
| 3     | DEU  | Wolfgang Kempf |

#### Säbel (B)
| Platz | Land | Sportler          |
| ----- | ---- | ----------------- |
| 1     | POL  | Robert Wysmierski |
| 2     | POL  | Piotr Czop        |
| 3     | FRA  | Pascal Durand     |

#### Mannschaft Florett (offen)
| Platz | Land | Sportler                                                          |
| ----- | ---- | ----------------------------------------------------------------- |
| 1     | HKG  | Chan Kam Loi Fung Ying Ki Hui Charn Hung Kwong Wai Ip             |
| 2     | POL  | Dariusz Pender Tomasz Walisiewicz Radoslaw Stanczuk Piotr Czop    |
| 3     | ITA  | Alberto Pellegrini Gerardo Mari Alberto Serafini Soriano Ceccanti |

#### Mannschaft Degen (offen)
| Platz | Land | Sportler                                                |
| ----- | ---- | ------------------------------------------------------- |
| 1     | FRA  | Cyril Moré Jean Rosier Christian Lachaud Robert Citerne |
| 2     | DEU  | Wilfried Lipinski Udo Schwarz Jürgen Mayer Uwe Bartmann |
| 3     | HKG  | Kwong Wai Ip Tai Yan Yun Chung Ting Ching               |

#### Mannschaft Säbel (offen)
| Platz | Land | Sportler                                                            |
| ----- | ---- | ------------------------------------------------------------------- |
| 1     | FRA  | Serge Besseiche Pascal Durand Yvon Pacault Cyril Moré               |
| 2     | POL  | Robert Wysmierski Tomasz Walisiewicz Piotr Czop Arkadiusz Jablonski |
| 3     | HKG  | Chan Kam Loi Fung Ying Ki Hui Charn Hung Tai Yan Yun                |

### Frauen

#### Florett (A)
| Platz | Land | Sportler           |
| ----- | ---- | ------------------ |
| 1     | FRA  | Patricia Picot     |
| 2     | POL  | Agnieszka Rozkres  |
| 3     | HUN  | Zsuzsanna Krajnyák |

#### Florett (B)
| Platz | Land | Sportler                 |
| ----- | ---- | ------------------------ |
| 1     | POL  | Marta Wyrzykowska        |
| 2     | DEU  | Esther Weber-Kranz       |
| 3     | FRA  | Murielle van de Cappelle |

#### Degen (A)
| Platz | Land | Sportler           |
| ----- | ---- | ------------------ |
| 1     | POL  | Jadwiga Polasik    |
| 2     | DEU  | Silke Schwarz      |
| 3     | HUN  | Zsuzsanna Krajnyák |

#### Degen (B)
| Platz | Land | Sportler           |
| ----- | ---- | ------------------ |
| 1     | POL  | Marta Wyrzykowska  |
| 2     | HUN  | Judit Pálfi        |
| 3     | DEU  | Esther Weber-Kranz |

#### Mannschaft Florett (offen)
| Platz | Land | Sportler                                                              |
| ----- | ---- | --------------------------------------------------------------------- |
| 1     | POL  | Marta Wyrzykowska Agnieszka Rozkres Jadwiga Polasik                   |
| 2     | FRA  | Sophie Belgodère Patricia Picot Murielle van de Cappelle              |
| 3     | DEU  | Silke Schwarz Waltraud Stollwerck Esther Weber-Kranz Carmen Hillinger |

#### Mannschaft Degen (offen)
| Platz | Land | Sportler                                                              |
| ----- | ---- | --------------------------------------------------------------------- |
| 1     | POL  | Marta Wyrzykowska Agnieszka Rozkres Jadwiga Polasik                   |
| 2     | DEU  | Silke Schwarz Waltraud Stollwerck Esther Weber-Kranz Carmen Hillinger |
| 3     | FRA  | Sophie Belgodère Patricia Picot Murielle van de Cappelle              |

## Medaillenspiegel Rollstuhlfechten
| Rang  | Land        | Gold | Silber | Bronze | Gesamt |
| ----- | ----------- | ---- | ------ | ------ | ------ |
| 01    | Polen       | 7    | 4      | -      | 11     |
| 02    | Frankreich  | 4    | 2      | 4      | 10     |
| 03    | Hongkong    | 4    | 2      | 2      | 8      |
| 04    | Deutschland | -    | 5      | 3      | 8      |
| 05    | Italien     | -    | 1      | 3      | 4      |
| 06    | Ungarn      | -    | 1      | 2      | 3      |
| 07    | Spanien     | -    | -      | 1      | 1      |
| Total | Total       | 15   | 15     | 15     | 45     |